# Rio Chicera (Cugir)
O Rio Chicera é um rio da Romênia, afluente do Râul Mare, localizado no distrito de Alba.